# Джеспер (округ, Джорджія)
Шаблон:StateAbbr_ 33°19′ пн. ш. 83°41′ зх. д. / 33.32° пн. ш. 83.69° зх. д.
Округ Джеспер (англ. Jasper County) — округ (графство) у штаті Джорджія, США. Ідентифікатор округу 13159.

## Історія
Округ утворений 1807 року.

## Демографія
За даними перепису
2000 року
загальне населення округу становило 11426 осіб, усе сільське.
Серед мешканців округу чоловіків було 5602, а жінок — 5824. В окрузі було 4175 домогосподарств, 3122 родин, які мешкали в 4806 будинках.
Середній розмір родини становив 3,14.
Віковий розподіл населення поданий у таблиці:
| Стать    | До 15 років | 15-21 | 22-29 | 30-39 | 40-49 | 50-65 | 65-85 | Понад 85 |
| -------- | ----------- | ----- | ----- | ----- | ----- | ----- | ----- | -------- |
| Чоловіки | 1324        | 540   | 532   | 836   | 847   | 947   | 535   | 41       |
| Жінки    | 1267        | 511   | 537   | 844   | 874   | 1014  | 688   | 89       |

## Суміжні округи
- Морган - північний схід
- Патнем - схід
- Джонс - південь
- Монро - південний захід
- Баттс - захід
- Ньютон - північний захід

## Виноски
1. ↑  U.S. Decennial Census. United States Census Bureau. Архів оригіналу за 26 квітня 2015. Процитовано 23 червня 2014.
2. ↑  Historical Census Browser. University of Virginia Library. Архів оригіналу за 11 серпня 2012. Процитовано 23 червня 2014.
3. ↑  Population of Counties by Decennial Census: 1900 to 1990. United States Census Bureau. Архів оригіналу за 2 лютого 2019. Процитовано 23 червня 2014.
4. ↑  Census 2000 PHC-T-4. Ranking Tables for Counties: 1990 and 2000 (PDF). United States Census Bureau. Архів оригіналу (PDF) за 18 грудня 2014. Процитовано 23 червня 2014.
5. ↑  State & County QuickFacts. United States Census Bureau. Архів оригіналу за 7 червня 2011. Процитовано 16 лютого 2014.(англ.) Наведено за англійською вікіпедією.
6. ↑  American FactFinder. Бюро перепису населення США. Архів оригіналу за 21 травня 2008. Процитовано 31 січня 2008.

| США | Це незавершена стаття з географії США. Ви можете допомогти проєкту, виправивши або дописавши її. |